# Список назв жінок за фахом
Список словникових найменувань жінок за професією, заняттям або соціальною роллю із зазначенням парних аналогічних одиниць чоловічого роду (маскулінітивів) у сучасній українській мові.

## Фемінітиви в словниках
В українській лексикографії традиція засвідчення особових назв жінок дуже давня. Так, «Лексис...» (1596) Лаврентія Зизанія містить сім назв жінок, «Лексикон словенороський...» (1627) Памва Беринди — 34, «Синоніма Славеноросская» (XVII ст.) — 26, Словарь української мови (1907—1909) Бориса Грінченка — 935. Крім того, 4388 назв жінок, зафіксованих словниками та іншими джерелами, подає у зворотному словнику І. Фекета.
З 1991 року фемінітиви зафіксовані в тлумачних та орфографічних словниках, що їх видають мовознавчі установи України.

## Список фемінітивів
Чоловічі та жіночі форми, які трапляються в академічних словниках української мови, відсортовані за алфавітом, категоризовані за сферою людського буття та способом творення.
| Чоловіча форма (маскулінітив) | Жіноча форма (фемінітив)  | Спосіб творення |
| ----------------------------- | ------------------------- | --------------- |
| абонент                       | абонентка                 | -к-             |
| аудитор                       | аудиторка                 | -к-             |
| автоматник                    | автоматниця               | -иц-            |
| автомобіліст                  | автомобілістка            | -к-             |
| автор                         | авторка                   | -к-             |
| агент                         | агентка                   | -к-             |
| агітатор                      | агітаторка                | -к-             |
| адміністратор                 | адміністраторка           | -к-             |
| адресант                      | адресантка                | -к-             |
| актор                         | акторка                   | -к-             |
| акушер                        | акушерка                  | -к-             |
| апаратник                     | апаратниця                | -иц-            |
| аптекар                       | аптекарка                 | -к-             |
| аранжувальник                 | аранжувальниця            | -иц-            |
| артист                        | артистка                  | -к-             |
| архітектор                    | архітекторка              | -к-             |
| асистент                      | асистентка                | -к-             |
| астронавт                     | астронавтка               | -к-             |
| балетмейстер                  | балетмейстерка            | -к-             |
| бандурист                     | бандуристка               | -к-             |
| бармен                        | барменка                  | -к-             |
| бібліотекар                   | бібліотекарка             | -к-             |
| білетер                       | білетерка                 | -к-             |
| боксер                        | боксерка                  | -к-             |
| борець                        | борчиня                   | -ин-            |
| бригадир                      | бригадирка                | -к-             |
| будівельник                   | будівельниця              | -иц-            |
| будівник                      | будівниця                 | -иц-            |
| буфетник                      | буфетниця                 | -иц-            |
| бухгалтер                     | бухгалтерка               | -к-             |
| верстальник                   | верстальниця              | -иц-            |
| верхолаз                      | верхолазка                | -к-             |
| вершник                       | вершниця                  | -иц-            |
| виборець                      | виборчиня                 | -ин-            |
| видавець                      | видавниця                 | -иц-            |
| викладач                      | викладачка                | -к-             |
| виконавець                    | виконавиця                | -иц-            |
| випускник                     | випускниця                | -иц-            |
| вихователь                    | вихователька              | -к-             |
| візажист                      | візажистка                | -к-             |
| вогнеборець                   | вогнеборка                | -к-             |
| водій                         | водійка                   | -к-             |
| водолаз                       | водолазка                 | -к-             |
| волонтер                      | волонтерка                | -к-             |
| гірничорятувальник            | гірничорятувальниця       | -иц-            |
| гітарист                      | гітаристка                | -к-             |
| гонщик                        | гонщиця                   | -иц-            |
| дегустатор                    | дегустаторка              | -к-             |
| декоратор                     | декораторка               | -к-             |
| депутат                       | депутатка (розм.)         | -к-             |
| детектив                      | детективка                | -к-             |
| дизайнер                      | дизайнерка                | -к-             |
| диктор                        | дикторка                  | -к-             |
| дилер                         | дилерка                   | -к-             |
| дипломант                     | дипломантка               | -к-             |
| директор                      | директорка                | -к-             |
| диригент                      | диригентка                | -к-             |
| диспетчер                     | диспетчерка               | -к-             |
| діяч                          | діячка                    | -к-             |
| доглядач                      | доглядачка                | -к-             |
| документаліст                 | документалістка           | -к-             |
| доповідач                     | доповідачка               | -к-             |
| дослідник                     | дослідниця                | -к-             |
| доцент                        | доцентка                  | -к-             |
| дояр                          | доярка                    | -к-             |
| дресирувальник                | дресирувальниця           | -иц-            |
| економіст                     | економістка               | -к-             |
| експерт                       | експертка                 | -к-             |
| журналіст                     | журналістка               | -к-             |
| завідувач                     | завідувачка               | -к-             |
| засновник                     | засновниця                | -иц-            |
| заступник                     | заступниця                | -иц-            |
| зварювальник                  | зварювальниця             | -иц-            |
| знахар                        | знахарка                  | -к-             |
| ілюзіоніст                    | ілюзіоністка              | -к-             |
| імітатор                      | імітаторка                | -к-             |
| інвестор                      | інвесторка                | -к-             |
| інженер                       | інженерка (розм.)         | -к-             |
| ініціатор                     | ініціаторка               | -к-             |
| інкасатор                     | інкасаторка               | -к-             |
| інспектор                     | інспекторка               | -к-             |
| інструктор                    | інструкторка              | -к-             |
| кандидат                      | кандидатка                | -к-             |
| капітан                       | пані капітан              | пані            |
| касир                         | касирка                   | -к-             |
| каскадер                      | каскадерка                | -к-             |
| керівник                      | керівниця                 | -иц-            |
| кіоскер                       | кіоскерка                 | -к-             |
| клоун                         | клоуне́са, кло́унка         | -ес-, -к-       |
| колега                        | колежанка                 | заміна слова    |
| командир                      | командирка (розм., жарт.) | -к-             |
| комедіант                     | комедіантка               | -к-             |
| коментатор                    | коментаторка              | -к-             |
| компаньйон                    | компаньйонка              | -к-             |
| композитор                    | композиторка              | -к-             |
| кондитер                      | кондитерка                | -к-             |
| кондуктор                     | кондукторка               | -к-             |
| конструктор                   | конструкторка             | -к-             |
| консультант                   | консультантка             | -к-             |
| консьєрж                      | консьєржка                | -к-             |
| контролер                     | контролерка               | -к-             |
| корабельник                   | корабельниця              | -иц-            |
| коректор                      | коректорка                | -к-             |
| кореспондент                  | кореспондентка            | -к-             |
| космонавт                     | космонавтка               | -к-             |
| кравець                       | кравчиня                  | -ин-            |
| кресляр                       | креслярка                 | -к-             |
| критик                        | критикеса                 | -ес-            |
| курсант                       | курсантка                 | -к-             |
| кухар                         | ку́харка                   | -к-             |
| лаборант                      | лаборантка                | -к-             |
| лауреат                       | лауреатка                 | -к-             |
| лейтенант                     | пані лейтенант            | пані            |
| лектор                        | лекторка                  | -к-             |
| лікар                         | лікарка                   | -к-             |
| ліквідатор                    | ліквідаторка              | -к-             |
| лісничий                      | ліснича                   | -ич-            |
| ліцеїст                       | ліцеїстка                 | -к-             |
| льотчик                       | льотчиця                  | -иц-            |
| лялькар                       | лялькарка                 | -к-             |
| майор                         | пані майор                | пані            |
| майстер                       | майстриня                 | -ин-            |
| макетник                      | макетниця                 | -иц-            |
| масажист                      | масажистка                | -к-             |
| машиніст                      | машиністка                | -к-             |
| медик                         | меди́чка                   | -к-             |
| менеджер                      | менеджерка                | -к-             |
| методист                      | методистка                | -к-             |
| меценат                       | меценатка                 | -к-             |
| митець                        | мисткиня                  | -ин-            |
| модельєр                      | модельєрка                | -к-             |
| молочник                      | молочниця                 | -иц-            |
| монтажник                     | монтажниця                | -иц-            |
| музикант                      | музикантка                | -к-             |
| мультиплікатор                | мультиплікаторка          | -к-             |
| муляр                         | мулярка                   | -к-             |
| набивальник                   | набивальниця              | -иц-            |
| набірник                      | набірниця                 | -иц-            |
| наглядальник                  | наглядальниця             | -иц-            |
| начальник                     | начальниця                | -иц-            |
| нормувальник                  | нормувальниця             | -иц-            |
| оброблювач                    | оброблювачка              | -к-             |
| оглядач                       | оглядачка                 | -к-             |
| озеленювач                    | озеленювачка              | -к-             |
| окуліст                       | окулістка                 | -к-             |
| оператор                      | операторка                | -к-             |
| оратор                        | ораторка                  | -к-             |
| організатор                   | організаторка             | -к-             |
| освітлювач                    | освітлювачка              | -к-             |
| офіціант                      | офіціантка                | -к-             |
| оформлювач                    | оформлювачка              | -к-             |
| оцінювач                      | оцінювачка                | -к-             |
| очільник                      | очільниця                 | -иц-            |
| палітурник                    | палітурниця               | -к-             |
| парашутист                    | парашутистка              | -к-             |
| парфумер                      | парфумерка                | -к-             |
| пасічник                      | пасічниця                 | -иц-            |
| паспортист                    | паспортистка              | -к-             |
| перекладач                    | перекладачка              | -к-             |
| переможець                    | переможиця                | -иц-            |
| переписувач                   | переписувачка             | -к-             |
| перукар                       | перукарка                 | -к-             |
| першокурсник                  | першокурсниця             | -иц-            |
| письменник                    | письменниця               | -иц-            |
| піаніст                       | піаністка                 | -к-             |
| підполковник                  | пані підполковник         | пані, -иц-      |
| підприємець                   | підприємиця               | -иц-            |
| плавильник                    | плавильниця               | -ц-             |
| пломбувальник                 | пломбувальниця            | -иц-            |
| поет                          | пое́тка, поете́са           | -ка, -еса       |
| пожежник                      | пожежниця                 | -иц-            |
| полковник                     | пані полковник            | пані            |
| помічник                      | помічниця                 | -иц-            |
| порадник                      | порадниця                 | -иц-            |
| посадовець                    | посадовиця                | -иц-            |
| посол                         | амбасадорка               | зміна слова     |
| початківець                   | початківиця               | -иц-            |
| прапорщик                     | пані прапорщик            | пані, -иц-      |
| працівник                     | працівниця                | -иц-            |
| представник                   | представниця              | -иц-            |
| президент                     | президентка               | -к-             |
| прем'єр                       | прем'єрка                 | -к-             |
| прибиральник                  | прибиральниця             | -иц-            |
| приймальник                   | приймальниця              | -иц-            |
| провідник                     | провідниця                | -иц-            |
| провізор                      | провізорка                | -к-             |
| програміст                    | програмістка              | -к-             |
| продавець                     | продавчиня                | -ин-            |
| продюсер                      | продюсерка                | -к-             |
| прокурор                      | прокурорка                | -к-             |
| проректор                     | проректорка               | -к-             |
| професіонал                   | професіоналка             | -к-             |
| професор                      | професорка                | -к-             |
| радник                        | радниця                   | -иц-            |
| революціонер                  | революціонерка            | -к-             |
| редактор                      | редакторка                | -к-             |
| реєстратор                    | реєстраторка              | -к-             |
| реквізитор                    | реквізиторка              | -к-             |
| рекламіст                     | рекламістка               | -к-             |
| ректор                        | ректорка                  | -к-             |
| репетитор                     | репетиторка               | -к-             |
| репортер                      | репортерка                | -к-             |
| ресторатор                    | рестораторка              | -к-             |
| ретушер                       | ретушерка                 | -к-             |
| референт                      | референтка                | -к-             |
| речник                        | речниця                   | -иц-            |
| робітник                      | робітниця                 | -иц-            |
| рядовий                       | рядова                    | -а              |
| рятувальник                   | рятувальниця              | -иц-            |
| садівник                      | садівниця                 | -иц-            |
| санітар                       | санітарка                 | -к-             |
| секретар                      | секретарка                | -к-             |
| сержант                       | пані сержант              | пані            |
| скрипаль                      | скрипалька                | -к-             |
| скульптор                     | скульпторка               | -к-             |
| слідчий                       | слідча                    | -а              |
| службовець                    | службовиця                | -иц-            |
| соліст                        | солістка                  | -к-             |
| спадкоємець                   | спадкоємиця               | -иц-            |
| спеціаліст                    | спеціалістка              | -к-             |
| співак                        | співачка                  | -к-             |
| співзасновник                 | співзасновниця            | -иц-            |
| співробітник                  | співробітниця             | -иц-            |
| спортсмен                     | спортсменка               | -к-             |
| спостерігач                   | спостерігачка             | -к-             |
| старшина́                      | пані старшина́             | пані            |
| стиліст                       | стилістка                 | -к-             |
| студент                       | студентка                 | -к-             |
| танцюрист                     | танцюристка               | -к-             |
| твари́нник                     | твари́нниця                | -иц-            |
| театрал                       | театралка                 | -к-             |
| телеграфіст                   | телеграфістка             | -к-             |
| телефоніст                    | телефоністка              | -к-             |
| терапевт                      | терапевтка                | -к-             |
| тренер                        | тренерка                  | -к-             |
| укладальник                   | укладальниця              | -иц-            |
| улюбленець                    | улюблениця                | -иц-            |
| урядовець                     | урядовиця                 | -иц-            |
| учений                        | учена                     | -а              |
| учитель                       | учителька                 | -к-             |
| фахівець                      | фахівчиня                 | -ин-            |
| фермер                        | фермерка                  | -к-             |
| фігурист                      | фігуристка                | -к-             |
| фізкультурник                 | фізкультурниця            | -иц-            |
| фінансист                     | фінансистка               | -к-             |
| флорист                       | флористка                 | -к-             |
| фокусник                      | фокусниця                 | -иц-            |
| фурнітурник                   | фурнітурниця              | -иц-            |
| хормейстер                    | хормейстерка              | -к-             |
| художник                      | художниця                 | -иц-            |
| цілитель                      | цілителька                | -к-             |
| черговий                      | чергова                   | -а              |
| шліфувальник                  | шліфувальниця             | -иц-            |
| юрист                         | юристка                   | -к-             |